# Брецька сільська рада
Бре́цька сільська́ ра́да — адміністративно-територіальна одиниця та орган місцевого самоврядування в Корюківському районі Чернігівської області. Адміністративний центр — село Бреч.

## Загальні відомості
Брецька сільська рада утворена у 1918 році.
- Територія ради: 57,559 км²
- Населення ради: 529 осіб (станом на 2001 рік)

## Історія
05.02.1965 Указом Президії Верховної Ради Української РСР передано Брецьку сільраду Сосницького району до складу Щорського району.

## Населені пункти
Сільській раді були підпорядковані населені пункти:
- с. Бреч
- с. Гуринівка
- с. Лубенець
- с. Нова Гуринівка
- с. Озереди
- с. Ховдіївка

## Склад ради
Рада складалася з 12 депутатів та голови.
- Голова ради: Гончаренко Ірина Василівна
- Секретар ради: Хобел Ніна Володимирівна

### Керівний склад попередніх скликань
| Прізвище, ім'я, по батькові | Основні відомості                                                 | Дата обрання | Дата звільнення |
| --------------------------- | ----------------------------------------------------------------- | ------------ | --------------- |
| Гончаренко Ірина Василівна  | Сільський голова, 1973 року народження, освіта вища, позапартійна | 26.03.2006   | 31.10.2010      |
| Гончаренко Ірина Василівна  | Сільський голова, 1973 року народження, освіта вища, позапартійна | 31.10.2010   |                 |

Примітка: таблиця складена за даними сайту Верховної Ради України

### Депутати
За результатами місцевих виборів 2010 року депутатами ради стали:

#### За суб'єктами висування
| Суб'єкт висування           | Кількість обраних депутатів | %    |
| --------------------------- | --------------------------- | ---- |
| Самовисування               | 5                           | 41,7 |
| Комуністична партія України | 3                           | 25   |
| Партія регіонів             | 3                           | 25   |
| Народна партія              | 1                           | 8,3  |

#### За округами
| № округу                    | Прізвище, ім'я, по батькові    | Дата визнання обраним | Освіта             | Партійна приналежність | Відомості про обраного депутата                            |
| --------------------------- | ------------------------------ | --------------------- | ------------------ | ---------------------- | ---------------------------------------------------------- |
| Комуністична партія України |                                |                       |                    |                        |                                                            |
| 6                           | Хобел Михайло Іванович         | 28.03.2011            | середня спеціальна | позапартійний          | Корюківське лісове господарство, тракторист                |
| 10                          | Хобел Галина Михайлівна        | 04.11.2010            | середня спеціальна | позапартійна           | Корюківська сільська рада, техпрацівник-опалювач           |
| 11                          | Линник Олена Михайлівна        | 04.11.2010            | вища               | позапартійна           | Корюківська сільська рада, головний бухгалтер              |
| Народна Партія              |                                |                       |                    |                        |                                                            |
| 5                           | Гончаренко Сергій Михайлович   | 04.11.2010            | середня            | позапартійний          | ДП «Корюківське лісове господарство», майстер лісу         |
| Партія регіонів             |                                |                       |                    |                        |                                                            |
| 4                           | Малиш Віктор Петрович          | 04.11.2010            | вища               | позапартійний          | ДП «Корюківське лісове господарство», старший майстер лісу |
| 7                           | Хоменко Олена Володимирівна    | 04.11.2010            | середня спеціальна | позапартійна           | Корюківське МСТ, продавець                                 |
| 8                           | Чернуха Олександра Анатоліївна | 04.11.2010            | середня            | позапартійна           | пенсіонер                                                  |
| Самовисування               |                                |                       |                    |                        |                                                            |
| 1                           | Гудимов Віталій Олексійович    | 04.11.2010            | вища               | позапартійний          | тимчасово не працює                                        |
| 2                           | Хобел Ніна Володимирівна       | 04.11.2010            | вища               | позапартійна           | Корюківська сільська рада, секретар                        |
| 3                           | Мних Ігор Іванович             | 15.11.2010            | вища               | позапартійний          | ДП «Корюківське лісове господарство», інженер              |
| 9                           | Лисенко Марія Олександрівна    | 04.11.2010            | середня спеціальна | позапартійна           | пенсіонер                                                  |
| 12                          | Теселько Сергій Віталійович    | 04.11.2010            | середня спеціальна | позапартійний          | ДП «Корюківське лісове госп.», робітник                    |